# Rhynchina changyangis
Rhynchina changyangis är en fjärilsart som beskrevs av Barbara Mayerl och Martin Lödl 1999. Rhynchina changyangis ingår i släktet Rhynchina och familjen nattflyn. Inga underarter finns listade.